# Emile Cairess
Emile Cairess (27 de febrero de 1997) es un deportista de británico que compite en atletismo. Ganó una medalla de plata en el Campeonato Europeo de Campo a Través de 2022, en la prueba individual.

## Palmarés internacional
| \| Campeonato Europeo \| Campeonato Europeo \| Campeonato Europeo \| Campeonato Europeo \| \| Año \| Lugar \| Medalla \| Prueba \| \| ------------------ \| ------------------- \| ------------------ \| ------------------ \| \| 2022 \| La Mandria (Italia) \| Medalla de plata \| Individual \| |                     |                  |            |
| Campeonato Europeo |                     |                  |            |
| Año | Lugar               | Medalla          | Prueba     |
| 2022 | La Mandria (Italia) | Medalla de plata | Individual |